# 낙동중학교 (부산)
낙동중학교(洛東中學校)는 대한민국 부산광역시 강서구 대저동에 있는 공립 중학교이다.

## 학교 연혁
- 1946년 10월 25일 : 대저고등공민학교로 설립 인가
- 1949년 11월 18일 : 대저중학교(사립) 설립 인가
- 1952년 9월 3일 : 낙동중학교로 교명 변경
- 1960년 2월 1일 : 공립으로 설립 변경
- 1978년 2월 15일 : 행정구역 개편으로 부산광역시 편입
- 1998년 3월 1일 : 낙동여자중학교와 통합하여 남녀공학으로 개교
- 2008년 6월 27일 : 환경교육 연구학교운영 (2007. 3. 1 ~ 2008. 6. 27)
- 2013년 3월 11일 : 선진형 교과교실제 완공
- 2014년 3월 1일 : 인성교육 교육부 정책 연구학교 운영
- 2015년 10월 23일 : 낙동중학교 – 아이파크 스포츠(주) 축구부 운영 협약
- 2016년 3월 1일 : 부산시교육청 지정 발명교육 연구학교 운영(~2018.02.28.)
- 2017년 12월 30일 : 무한상상실, 창의공작실 구축
- 2018년 3월 1일 : 부산시교육청 지정 자유학년제, 연계학기 연구학교 운영
- 2025년 2월 7일 : 제76회 졸업식(졸업생 33명, 누계 17,197명)
- 2025년 3월 1일 : 제34대 하청미 교장 부임
- 2025년 3월 4일 : 제79회 입학식(입학생 32명 3개반)

## 참고 자료
- 낙동중학교 - 한국교육학술정보원 학교알리미